# Сумма теологии
Су́мма теоло́гии (лат. Summa theologiae, Summa theologica) — фундаментальный философско-богословский трактат Фомы Аквинского. Был начат в 1265 году и к моменту смерти автора (1274) не был завершён. Принятая в литературе сокращённая ссылка на название этого труда только по первому слову «Summa» некорректна, поскольку в наследии Фомы есть и другой труд в том же жанре — «Summa contra gentiles» («Сумма против язычников»). Последний считается прологом к «теологической» сумме.
«Сумма теологии» — главный труд одного из 36 Учителей католической церкви, чей вклад в теологию папа Бенедикт XV охарактеризовал словами: «Церковь провозгласила доктрину Фомы Аквинского своей доктриной».
«Сумма теологии» известна также изложенными там пятью доказательствами бытия Бога (viae quinque). По первоначальному своему замыслу Фома Аквинский полагал составить лишь «руководство для начинающих», в котором под одной обложкой было бы сосредоточено изложение и рассмотрение всех основных богословских учений своего времени. Фактически, теолог составил фундаментальный свод практически всех проблем христианского богословия на Западе, которые подверг скрупулёзному схоластическому анализу.

## Структура
Трактат состоит из частей (Partis), которые подразделяются на вопросы (Quaestio) и разделы (Articulus). Первая часть (Prima pars) содержит 119 вопросов, вторая (prima pars secundae partis) — 114, вторая часть второй части (secunda pars secundae partis) — 189, третья (tertia pars) — 90. В каждом вопросе Фома вначале раскрывает содержание вопроса (prooemium), а затем по порядку рассматривает критикуемые положения (Ad primum: во-первых), после чего переходит к их опровержению (Sed contra) и, наконец, делает вывод (Respondeo: отвечаю). Завершается рассмотрение вопроса фразой: Из сказанного очевидны ответы на все возражения (Et per hoc patet responsio ad obiecta)

## Цитируемые авторы
На протяжении всей книги Аквинат неоднократно цитирует Августина (Augustinus), Авицеброна (Avicebron), Авиценну (Avicenna), Альбумасера (Albumasar), Амвросия (Ambrosius), Ансельма (Anselmus), Аристотеля (Aristoteles, но Фома также его называет «Философом», philosophus), Афанасия (Athanasius), Беду (Beda), Бернара (Bernardus), Боэция (Boetius), Василия (Basilius), Гераклита (Heraclitus), Гильберта из Порре (Gilbertus Porretanus), Григория Нисского (Gregorius Nyssenus), Гуго Сен-Викторского (Hugo de sancto Victore), Демокрита (Democritus), Дионисия (Dionysius), Дамаскина (Damascenus), Златоуста (Chrysostomus), Иеронима (Hieronymus), Илария (Hilarius), Исидора (Isidorus), Макробия (Macrobius), Оригена (Origenes), Пифагора (Pythagoras), Платона (Plato), Плотина (Plotinus), Порфирия (Porphyrius), Птолемея (Ptolomaeus), Рабана (Rabanus), Раввина Моисея (Rabbi Moyses), Ришара Сен-Викторского (Ricardus de sancto Victore), Симпликия (Simplicius) и Цицерона (Tullius).
На Петра Ломбардского Фома ссылается как на «Магистра» (Magister), а на Аверроэса (Averroes) как на «Комментатора» (Commentator).

## История написания и публикаций
Трактат стал очень популярен уже с первых его изданий. Благодаря его «целевой направленности» на широкую аудиторию студентов-богословов, количество сделанных в средние века «рукописных копий… едва ли поддается учёту».
Первый книжный оттиск появился в 1467 году, в городе Майнце. Правда, издатель Петер Шеффер отпечатал не весь манускрипт, а лишь его часть, именуемую по традиции «Secunda secundae». Первое полное издание увидело свет в 1485 году в Базеле.
Ещё в 1324 году папа римский Иоанн XXII в Авиньоне причислил Фому Аквинского к лику святых. Однако непосредственное участие Святого Престола в издании академически выверенных трудов философа, могущих быть использованными в качестве единой отправной точки для ссылок, начинается лишь со второй половины XVI века, а точнее, с того момента, как в новом издании Бревиария на 1568 год папа Пий V впервые включил в число святых Учителей Церкви Фому Аквинского — вместе с Иоанном Крестителем, Василием Великим, Григорием Богословом, Афанасием Великим и Святым Бонавентурой. Два года спустя, в 1570 году в Риме, в рамках полного собрания сочинений Аквината, вышло первое такое издание, именуемое «Piana». В 1882 году по повелению Льва XIII было напечатано новое издание, называемое в библиографии по имени папы — «Leonina». В это издание «Суммы теологии» были включены и сопроводительные комментарии Фомы де Вио (тж. Каетан, 1469—1534), сами к тому времени ставшие классическими.
В 1320—1340 годах отдельные части «Суммы теологии» были переведены на армянский язык.

## Содержание

### Первая часть
«Сумма теологии» начинается с различения философии и теологии. Первая опирается на «человеческий разум» (ratione humana), а вторая — на «божественное откровение» (revelationem divinam). Далее (вопрос 2) Фома излагает свои знаменитые «5 доказательств бытия Бога»: от начала движения, от причины, от необходимости, от совершенства, от целесообразности. Затем он рассуждает о простоте, совершенстве, вечности и благости Бога (вопросы 3-14). Попутно даются различные определения. Например, существование — это то, что актуализирует любую форму (esse est actualitas omnis formae). Согласно Фоме, в Боге сущность (essentia) и существование (esse) совпадают. Отмечая вечность Бога, он отрицает вечность ада: «в преисподней нет истинной вечности» (in Inferno non est vera aeternitas). Также утверждается, что «божественный ум» (intellectus Dei) не ведает зла.
После Фома переходит к рассмотрению «идей» (ideae) или «форм» (вопрос 15), которые пребывают в уме Бога прежде вещей как сущности (essentia). Затем он разделяет истину (veritas) и благо (вопрос 16), после чего вновь возвращается к рассмотрению различных аспектов Божества, таких как воля (19), любовь (20), милосердие (21), провидение (22) и прочие. Предопределение (praedestinatio) он определяет как «часть провидения» (pars providentiae). Что касается всемогущества Бога, то оно не распространяется на «то, что несет в себе противоречие» (вопрос 25).
Отдельно Фома останавливается на триадологии (вопросы 27-43). Здесь он рассматривает субстанцию (substantia) как «чтойность вещи» (quidditas rei), а также проблему личности (persona) в Боге. Фома утверждает Филиокве, отмечая, что Иоанн Дамаскин был противником этого учения (вопрос 36).
После рассуждений о Боге Фома переходит к изложению ангелологии (вопросы 50-63), где он утверждает бестелесность (incorporea) ангелов. Равным образом, бестелесным является и свет (lumen). При этом Фома отрицал возможность двух ангелов находиться в одном месте, но признавал в них наличие ума (intellectus) и свободы воли (liberum arbitrium). Также он отрицает возможность гибридов между демонами (Daemon) и людьми (вопрос 51).
Затем Фома истолковывает Шестоднев (вопросы 65-74). На вопрос о числе небес он различает эмпирей (Empyreum), кристаллическое небо (caelum crystallinum), и восемь сфер: сферу неподвижных звезд (sphaeram stellarum fixarum) и семь планет.
Затем следует «трактат о человеке», где проводится мысль о человеке как о единстве формы (forma) и материи (materia), причем именно материя оказывается «началом индивидуализации». Ум (intellectus, интеллект) назван «силой души» (potentia animae). Фома наделяет человека «свободой воли» (liberi arbitrii), однако утверждает и наличие некоторой предопределенности в форме судьбы (fatum). Образ Божий (imago Dei) усматривается в интеллектуальной природе человека (вопрос 93). Размышляя о догреховном состоянии (in statu innocentiae) Фома полагает, что тогда человек обладал совершенным ведением, но нуждался в пище, а также производил потомство посредством совокупления (coitus).

### Вторая часть — первая часть
В начале второй части (prima pars secundae partis) Фома рассуждает о счастье (beatitudo), которое переходит в рассмотрение страстей, добродетелей и грехов. Причем четыре страсти (passiones) названы основными: радость (gaudium), печаль (tristitia), надежда (spes) и страх (timor). Добродетель (virtus) определяется через навык (habitus) как «совершенство способности» (potentiae perfectionem). Фома развивает учение о четырех кардинальных добродетелях: мужестве, справедливости, умеренности и благоразумии. Грех (peccatum) определяется как «неупорядоченное действие» (actus inordinatus), избирающее своим объектом преходящие блага. Фома различает первородный и актуальный грех, а также признает учение о семи смертных грехах (вопрос 84).
Путь исправления состоит в различении вечного (lex aeterna), естественного (lex naturalis) и человеческого закона (lex humana). Если первый закон представляет собой неизреченное Провидение, второй находим в природе вещей, а третий является результатом человеческого соглашения. Эти законы не могут друг другу противоречить. Из всех форм государственного устройства Фома самой порочной считает тиранию (tyrannicum). Помимо прочего, есть еще божественный закон, явленный в Откровении. Вторая часть завершается учение о благодати (gratia Dei), которая определяется как «акцидентальная форма» (forma accidentalis).

### Вторая часть — вторая часть
Следующая часть (secunda pars secundae partis) посвящена теологическим добродетелям, к числу которых относится вера, надежда и любовь. Фома обращает внимание на то, что не следует крестить детей евреев (вопрос 10), однако подданные могут выходить из подчинения правителей, ставших вероотступниками (вопрос 12). Отсутствие надежды производит в человеке отчаяние (desperatio), однако ее избыток может вызывать самонадеянность (praesumptio: ср. презумпция). Любовь (caritatis) означает соединение (unionem) с благом. Действием (actus) любви является радость (gaudium), мир (pax), милосердие (misericordia), благодеяние (beneficentia) и милостыня (eleemosyna). К конкретным проявлениям любви Фома относил кормление голодного, одевание нагого, уход за болящим и гостеприимство. Противоположностью любви является ненависть (odio). 40-й вопрос Фома посвящает войне (bellum), которая может быть справедливой, если она инициируется законным правителем и направлена на общее благо, далее она должна иметь «справедливую причину» (causa iusta) и справедливое намерение. Далее следует продолжительное рассуждение о благоразумии (вопросы 47-56). Завершает Фома эту часть размышлением о епископском и монашеском служении, частью которого может быть и ратный подвиг (militandum).

### Третья часть
В последней части (tertia pars) Фома рассматривает жизнь Христа, святость Девы Марии (beata virgo), а также таинства (sacramentum: вопросы 60-90), которое определено как «обозначение нашего освящения» (significandam nostram sanctificationem). Формой таинства служит слово (verba), а материей чувственные вещи (res). Фома пишет, что «таинства необходимы для человеческого спасения (humanam salutem)» (вопрос 62). Фома настаивает, что необходимы именно «семь таинств» (septem sacramenta: вопрос 65): крещение (Baptismus), конфирмация (confirmatio), евхаристия (Eucharistia), покаяние (poenitentia), соборование (unctio), ординация (ordo) и супружество (matrimonium). В частности, Фома раскрывает концепцию пресуществления (transsubstantiatio), согласно которой, хлеб в таинстве причастия изменяет свою субстанциальную форму.
Также описывается чин мессы (Missae), состоящей из интроита, псалмопения, kyrie eleison, Gloria in excelsis Deo, молитва (oratio), градуал, аллилуйя, чтения Евангелия, исповедание символа веры, офферторий, sursum corda, троекратного восклицания sanctus, освящения даров, пения agnus Dei, причастие (communio) и молитва благодарения (вопрос 83).

## Переводы
- Перевод А. В. Апполонова (с параллельным латинским текстом) (издание продолжается):

- Том 1: [Часть первая. Вопросы 1—64]. М.: Издатель Савин С. А., 2006. 874 с. ISBN 5-902121-23-X, ISBN 5-902121-24-8
- Том 2: [Часть первая. Вопросы 65—119]. М.: Издатель Савин С. А., 2007. 654 с. ISBN 5-902121-23-X, ISBN 978-5-902121-24-4, ISBN 5-90212124-8
- Том 3: [Первая часть Второй части. Вопросы 1—67]. М.: Signum Veritatis, 2008. 750 с. ISBN 5-902121-23-X, ISBN 978-5-903700-03-5
- Том 4: Первая часть Второй части. Вопросы 68—114. М.: Либроком, 2012. 688 с. ISBN 978-5-397-02428-0
- Том 5: Вторая часть Второй части. Вопросы 1—46. М.: Красанд, 2015. 560 с. ISBN 978-5-396-00657-7
- Том 6: Вторая часть Второй части. Вопросы 47—122. М.: Ленанд, 2024. 736 с. ISBN 978-5-9710-9970-3

- Перевод издательства «Ника-Центр» (издание продолжается):

- Часть 1. Вопросы 1—43. Киев, 2002. 560 с. ISBN 5-94773-003-0, ISBN 966-521-161-7
- Часть 1. Вопросы 44—74. Киев, 2003. 336 с. ISBN 5-901620-56-9, ISBN 966-521-201-X
- Часть 1. Вопросы 75—119. Киев, 2005. 576 с. ISBN 5-94773-004-9, ISBN 966-521-302-4
- Часть 2-1. Вопросы 1—48. Киев, 2006. 576 с. ISBN 5-901620-68-2
- Часть 2-1. Вопросы 49—89. Киев, 2008. 536 с. ISBN 978-966-521-476-5 (ошибоч.), ISBN 978-966-521-476-2
- Часть 2-1. Вопросы 90—114. Киев, 2009. 432 с. ISBN 978-966-521-518-9
- Часть 2-2. Вопросы 1—46. Киев, 2011. 576 с. ISBN 978-966-521-565-3, ISBN 978-966-521-475-5
- Часть 2-2. Вопросы 47—122. Киев, 2013. 832 с. ISBN 978-966-521-623-0
- Часть 2-2. Вопросы 123—189. Киев, 2014. 736 с.
- Часть 3. Вопросы 1—26. Киев, 2012. 336 с. ISBN 978-966-521-599-8
- Часть 3. Вопросы 27—59. Киев, 2013. 440 с.
- Часть 3. Вопросы 60—90. Киев, 2015. 504 с. ISBN 978-966-521-662-9, ISBN 978-966-521-475-5

### На латинском языке
- Corpus Thomisticum: Sancti Thomae de Aquino Summa Theologiæ (оригинальный текст в HTML)

### На английском языке
- Summa Theologica (Hypertextualized text together with wordlists and concordances)
- Summa Theologica (в HTML NewAdvent.org)
- Summa Theologica at sacred-texts.com (в HTML)
- Summa Theologica (Project Gutenberg Edition of Summa Theologica)
- Summa Theologica  (недоступная ссылка с 11-05-2013 [4449 дней]) (English translation as an RSS feed)
- Summa Theologica (A new English translation in progress, by Alfred Freddoso)